# Drassodes prosthesimiformis
Drassodes prosthesimiformis är en spindelart som beskrevs av Embrik Strand 1906. Drassodes prosthesimiformis ingår i släktet Drassodes och familjen plattbuksspindlar.
Artens utbredningsområde är Etiopien. Inga underarter finns listade i Catalogue of Life.